# لش (مقاطعة فومن)
لش (بالفارسية: لش) هي قرية تقع في غيلان في إيران. يقدر عدد سكانها بـ 18 نسمة .